# Badiza notigera
Badiza notigera är en fjärilsart som beskrevs av Butler 1879. Badiza notigera ingår i släktet Badiza och familjen nattflyn. Inga underarter finns listade i Catalogue of Life.